# ブラフ・シューペリア

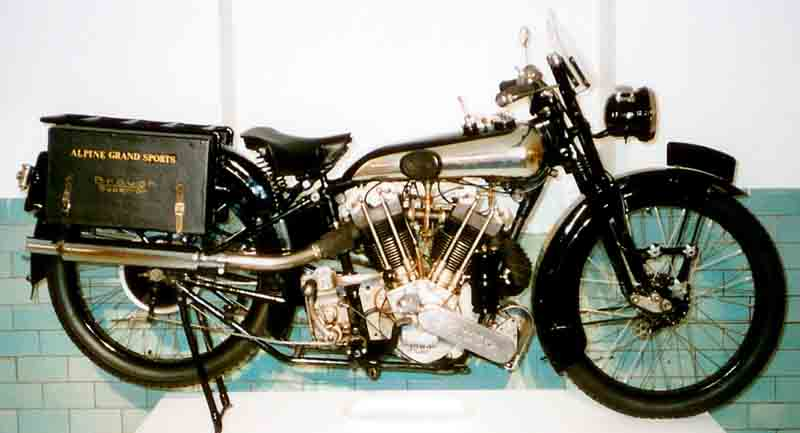
SS100（1925年）

ブラフ・シューペリア（Brough Superior motorcycles）はかつてイギリスに存在したオートバイメーカー。日本では表記のぶれが激しく、ブラフ・シュペーリア、ブラウ・シューペリア、ブラウ・シュペーリア、ブロウスペリアなどとも。単にブラフと呼ばれる場合も多い。

## 概要
1919年、ジョージ・ブラフ（George Brough 、1890年4月21日 - 1970年1月12日）がやはりオートバイ製造を行っていた父親ウィリアム・E・ブラフ（William E. Brough ）の会社から独立する形で興した。
顧客の要望に合わせたカスタムメイドを行ったため、同じ構成のバイクは2つもないと言われた。初めに全ての部品を組立て、そして分解した後に全ての部品の塗装を行い、必要に応じてメッキ加工も施し、再組み立てをして完成した全てのバイクは、ジョージ・ブラフによりテストが行われ仕様に応じた認定がなされた。任意のバイクが仕様を満たしていない場合は仕様を満たすまで再度作り直され、その性能の高さと品質から「オートバイのロールスロイス」とも例えられたが、1940年を最後にオートバイ生産から撤退した。その後は自社マシンのレストアで事業を継続し、第二次大戦中はロールス・ロイスの製造した航空機エンジンのパーツ生産を行うなどもしていたが、戦後イギリスの経済復興が遅れた事もあって、50年代半ばに会社を閉鎖した。21年間で19モデル・3,048台を製造。
21世紀に入ってフランス人実業家が商標権を手に入れ、2013年よりオートバイメーカーとして復活させている。

## ブラフ・シューペリアの車種
初期のモデルは、ブラフシューペリアMark I (サイドバルブorオーバーヘッド)、ブラフシューペリアMark IIとMark II(スポーツ)がある。早期半ば製造にオーバーヘッド500、680 、SV5.15、および750サイドバルブが生産されたが、人気がなく生産中止となった。
次の4つのモデルは製造の大部分を表し、ほとんどがカスタムオーダーするために構築され、多くのバリエーションが製造された。
- SS80(スーパースポーツ)
  - J.A.P.又はマチレス製1,000ccのサイドバルブ空冷V型2気筒エンジン。
  - 1922年から1940年に約1,086台生産された。
- SS100(スーパースポーツ)
  - J.A.P.又はマチレス製1,000ccのサイドバルブ空冷V型2気筒エンジン又は空冷4ストロークOHV-V型2気筒エンジン。
  - 1924年から1940年に約383台生産された。
- SS680 OHV(スーパースポーツ)
  - J.A.P.製の680ccの空冷4ストロークOHV-V型2気筒エンジン。
  - 1926年から1936年に約547台生産された。
- 11.50
  - J.A.P.製1,096ccのサイドバルブ空冷60°V型2気筒エンジンを搭載。
  - これらは主にサイドカーや警察が使用するために設計され1933から1940年に約308台生産された。

これらを含めブラフシューペリアは、数多くの実験やショー、そしてレーシングモデルを生産した。
- Golden Dream
  - 996ccOHV-H型4気筒エンジン
  - ジョージ・ブラフに「フラット縦型」エンジンと呼ばれ1938年にロンドンでアールズコートモーターサイクルショーに出展された。
  - 1938年から1939年に生産された。
- Brough Superior Austin Four
  - 797ccサイドバルブ直列4気筒
  - このバイクは、修正されたオースチン7の自動車のエンジンを搭載した。
  - Brough Superiorは1920年代と30代の4気筒のバイクを提供する唯一の英国のメーカーだった。
  - 1932年から1934年に生産された。

- Pendine
  - 空冷4サイクルOHV45゜V型2気筒
  - 1930年代初頭に生産され、時速180キロの保証最高速度を持っていた。
  - PendineはSS100モデルではなく、エンジン性能の違いで基づいていた。
  - レーサーのバリー(Baragwanath)は過給機を設置し、現在では"Barry's Big Blown Brough"として知られている。

## 速度記録
1924年、Herbert Le Vack がオートバイ単独とサイドカー付きでの世界速度記録（118.93マイル/99.8マイル）を樹立。1937年には Eric C. Fernihough が単独とサイドカー付きでの世界記録（169.8マイル/137マイル）を樹立するなどした。

## 自動車の生産
1936年から1939年にかけては Brough Superior Automobiles のブランドで自動車のアセンブリ生産も行っていた。生産台数は85台。

## トリビア

### 実話

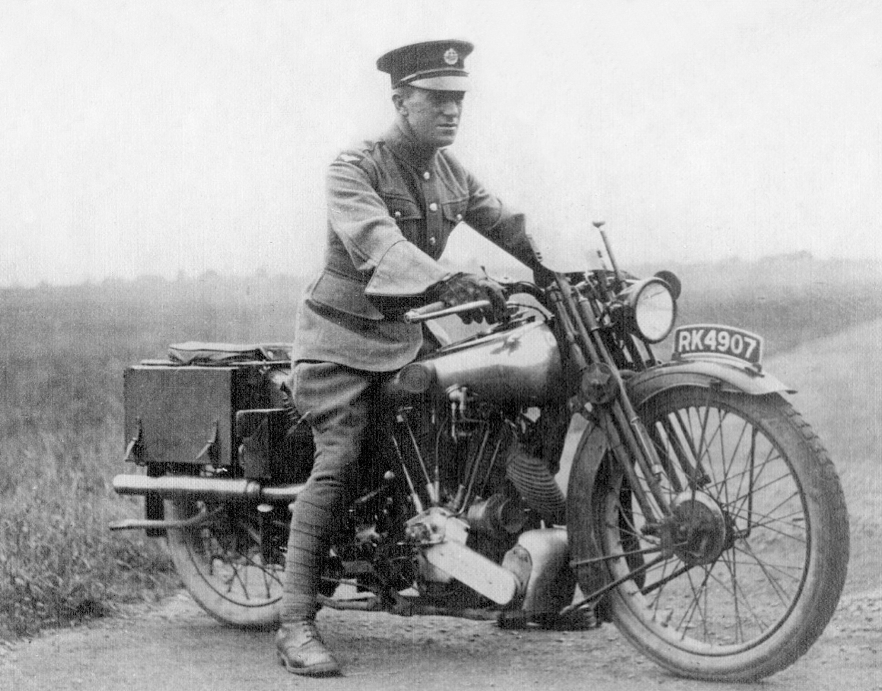
ロレンスとブラフ

- トーマス・エドワード・ロレンスは、「ジョージ」とニックネームをつけたブラフを7台乗り継ぎ、8台目の納車を目前に控えていたがブラフを運転中の事故で意識不明となり死去した。

### 創作
- 『キノの旅』で主人公の相棒として登場する二輪車の「エルメス」は、ブラフ・シューペリア SS100がモデルになっている[1]。アニメ版第1作では実車の動作音が使われた。
- 『機甲創世記モスピーダ』では、イエロー・ベルモントの操る初期型男性用ライドアーマーに発音の異なる「ブロウスーペリア[2]」の名が与えられている。さらにイエローのブロウスーペリアは武装の異なるワンオフ機に改造されている。
- 『ああっ女神さまっ』では、主人公の祖父の愛車として登場、修理するシーンがある。
- 『ストライクウィッチーズ』シリーズの『スオムスいらん子中隊』（ヤマグチノボル著）より登場するスオムス義勇独立飛行中隊（後の第507統合戦闘航空団「SILENT WITCHES」）に所属するエリザベス・F・ビューリング少尉が乗り回している場面がある。

## 商標復活

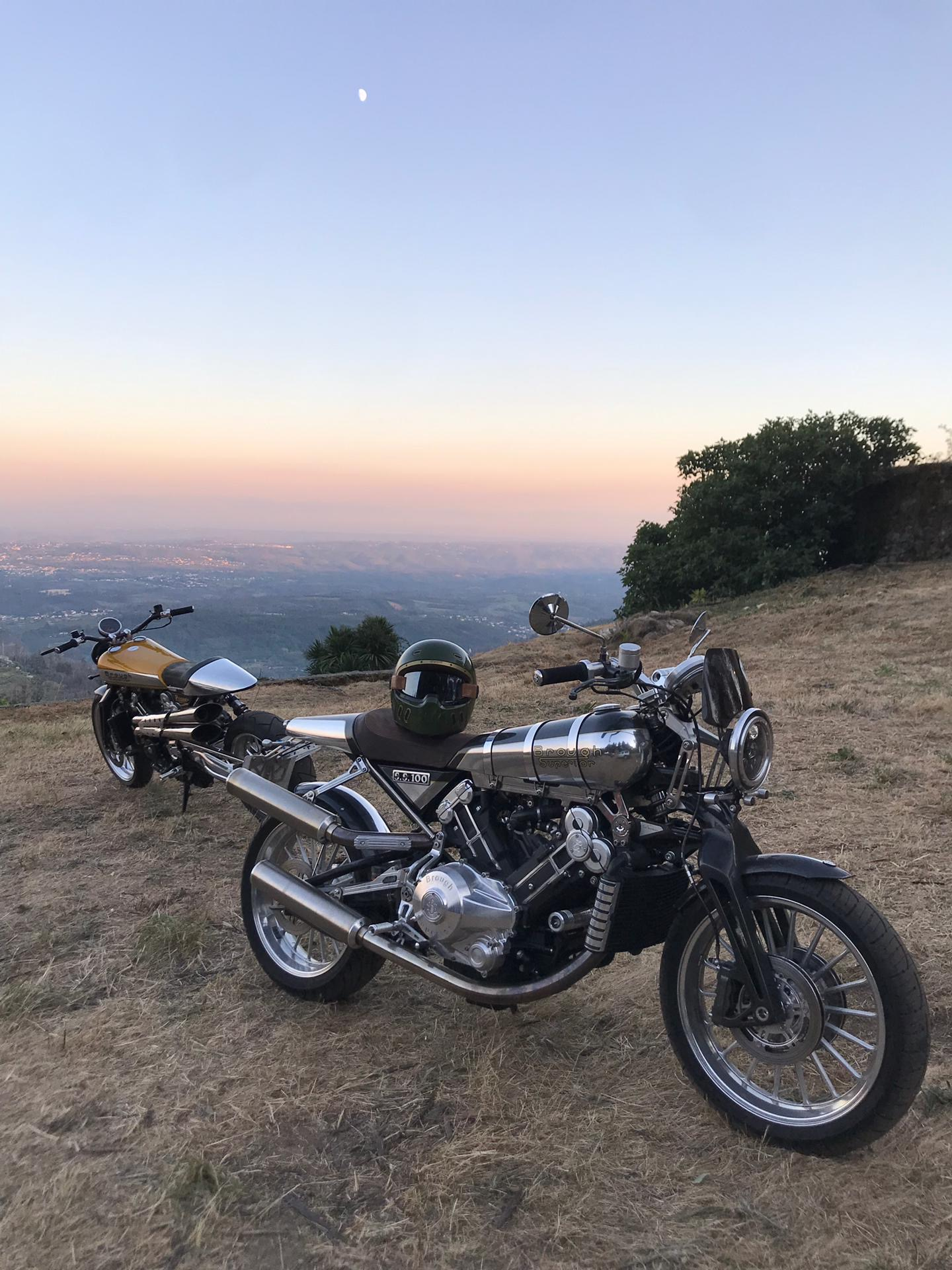
復活企業による新型SS100（2019年）

21世紀に入ってフランス人実業家ティエリー・アンリエット（Thierry Henriette）がその商標権を入手し、バイクメーカーとしてのブラフ・シューペリアを復活させた。
2013年にミラノEICMAで試作車を展示、2016年より生産が開始されている。南仏トゥールーズ近郊に製造拠点を置く。